# Stengita
Stengita é um género de coleópteros da família Erotylidae.